# Rua Vigário José Inácio

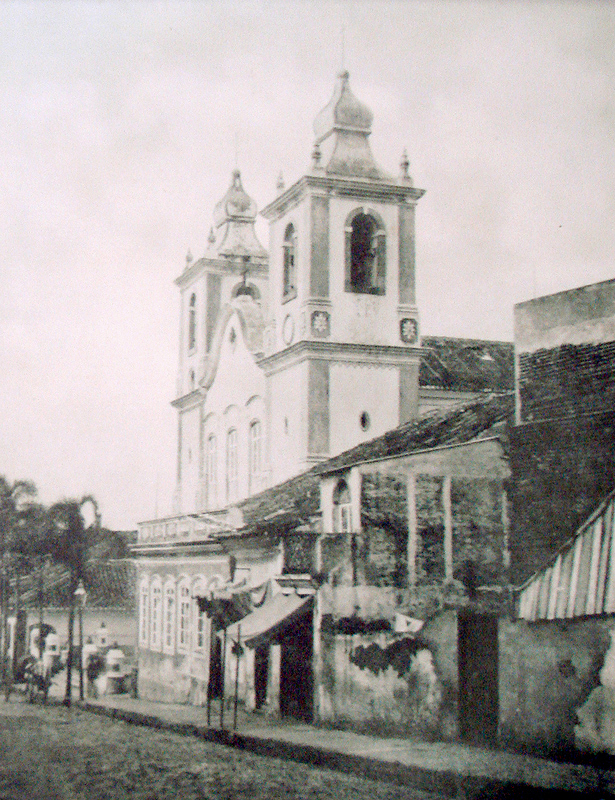
Trecho da rua com a antiga Igreja do Rosário.

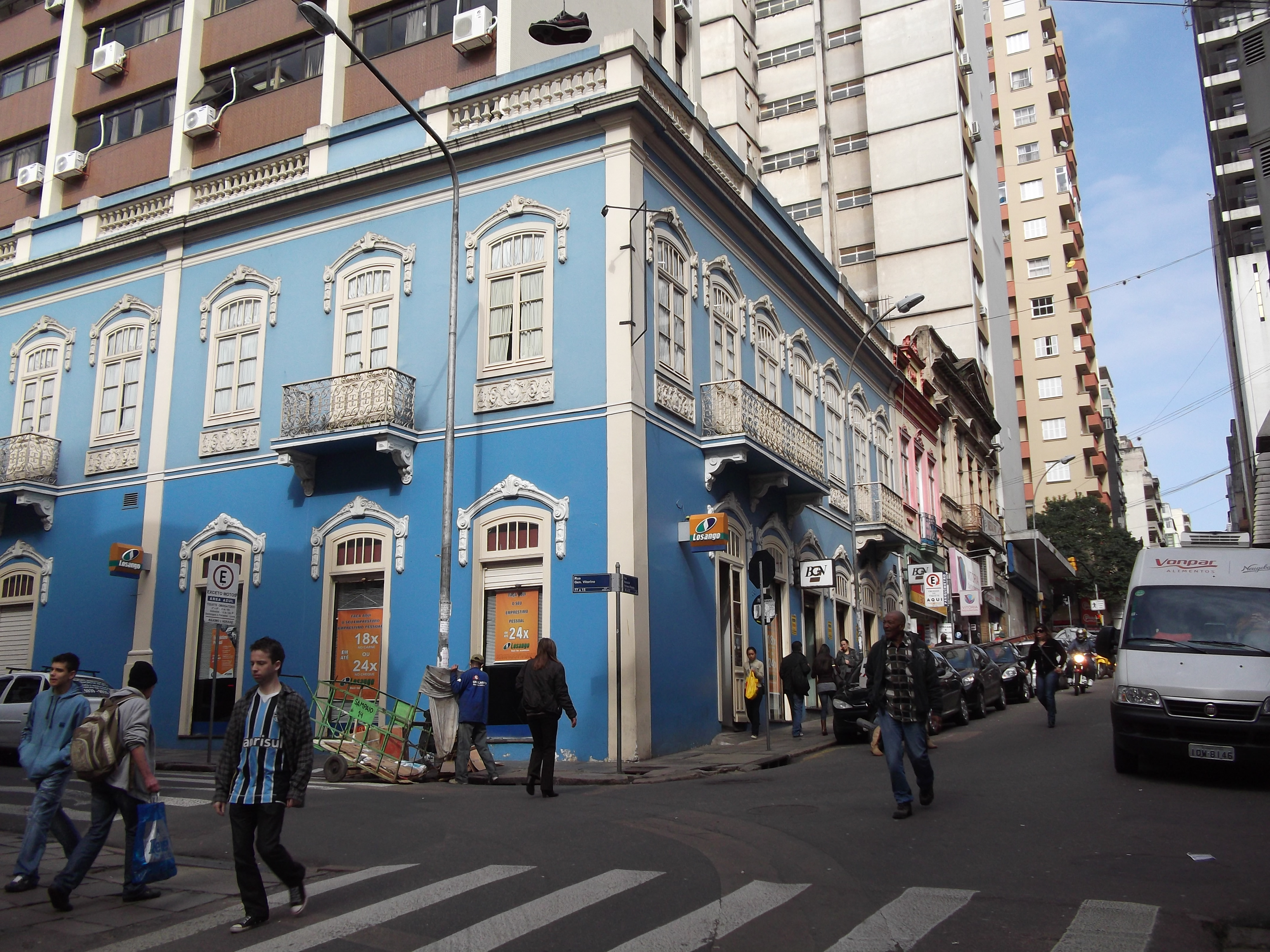
Casarão na esquina com a Rua Marechal Floriano.

A Rua Vigário José Inácio é uma via pública do Centro Histórico de Porto Alegre, no Brasil.
Tem origens antigas, e em torno de 1800 já existia com o nome Rua da Bandeira, estendendo-se das margens do Lago Guaíba até a Rua Alegre, sendo escassamente povoada. Em 1813 o governo da Capitania começou a doar terrenos para novos moradores.
Com a construção da Igreja do Rosário em 1816, passou a ser conhecida como Rua do Rosário, mas o nome antigo sobreviveu na voz popular por muito tempo, só se fixando no fim da década de 1830. Nesta época a Câmara pretendeu prolongá-la para além da Rua Alegre, mas a posse dos respectivos terrenos nas mãos de uma família influente frustrou os planos.
Em 1844 a Câmara providenciou que os moradores construíssem passeios nas testadas de seus terrenos, e em 1869 a instalação de canalização de água ensejou seu calçamento. Seu nome atual foi atribuído em 9 de julho de 1877, homenageando o vigário do Rosário, José Inácio de Carvalho Freitas, recentemente falecido. No início da década de 1890 a rua já estava urbanizada e era margeada de muitos sobrados. O aterro do cais do porto possibilitou seu prolongamento até a Avenida Mauá. Em 1944 foi alargada em 4 metros de cada lado.
Seu principal ponto de referência ainda é a Igreja do Rosário, embora o prédio atual seja pouco expressivo em relação ao que o precedia. Ali também sobrevivem o prédio do antigo Cine Teatro Carlos Gomes, alguns casarões do fim do século XIX-início do século XX e edifícios déco e modernistas. 